# Avenue des Citrinelles
L'avenue des Citrinelles (en néerlandais : Geelvinkenlaan) est une rue bruxelloise de la commune d'Auderghem qui débute  avenue des Martinets et se termine avenue du Kouter sur  une longueur de 320 mètres. La numérotation des habitations va de 47 à 103 pour le côté impair et de 52 à 110 pour le côté pair.

## Historique et description
L'avenue des Citrinelles ne fut jamais complètement achevée. Cette voie commence actuellement à l'avenue des Martinets avec les numéros 47 et 52.
Le 30 décembre 1934, le collège nommait la voie avenue des Citrinelles parce qu'elle est située dans le quartier appelé depuis toujours le Chant d'Oiseau.
Il avait l'intention de la prolonger jusqu'à l'actuelle avenue Isidore Geyskens. La section menant à l'avenue Geyskens fut aménagée en forme de sentier de promenade sur lequel donnaient seuls les jardins des rues avoisinantes. À ce jour, le sentier n'a pas encore reçu de nom, comme d'ailleurs plusieurs autres sentiers publics d'Auderghem.

### Origine du nom
Elle porte le nom de la Citrinelle est une espèce de passereaux appartenant à la famille des Fringillidae.

## Inventaire régional des biens remarquables
- Premier permis de bâtir délivré le 13 février 1930 pour le no 61 à Edmond Van Nieuwenhuyse.
- Durant les années 1960/70, le professeur Macq habita au no 80 de la rue.

## Galerie

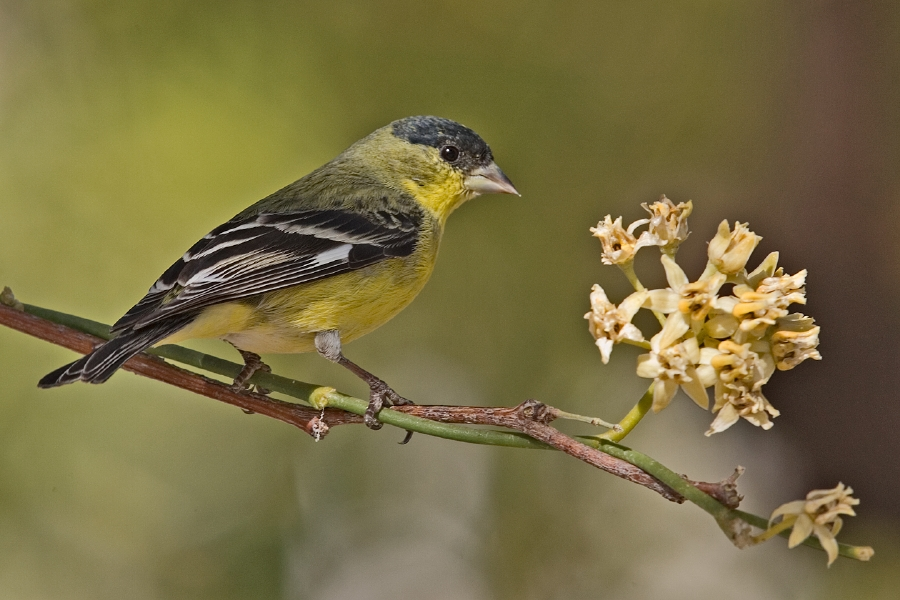
Iiseau - citrinelle
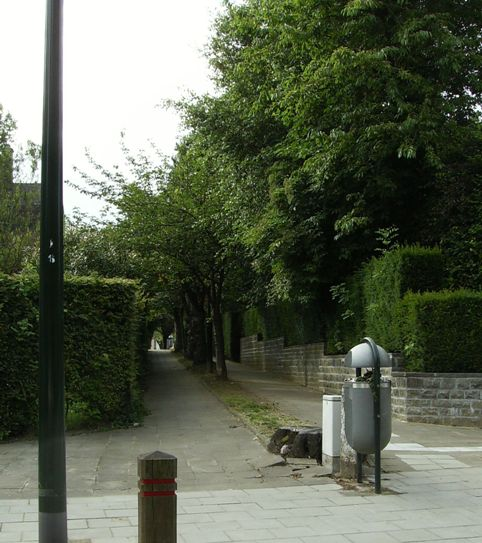
Le sentier sans nom vu depuis l'avenue Geyskens